# Adam Norrodin
Muhamad Adam Mohd Norrodin (Johor Bahru, 13 giugno 1998) è un pilota motociclistico malese.

## Carriera
Nel 2014 e nel 2015 ha corso nell'Asia Talent Cup e nel campionato spagnolo, in quest'ultimo nella categoria Moto3. 
Nel 2016 debutta nella classe Moto3 del motomondiale, ingaggiato dal team Drive M7 SIC Racing, che gli affida una Honda NSF250R; il compagno di squadra è Jakub Kornfeil. Chiude la stagione al ventottesimo posto con 14 punti all'attivo e due undicesimi posti (Argentina e Australia) come migliori risultati.
Inizia la stagione 2017 con lo stesso team e la stessa motocicletta dell'anno precedente; il nuovo compagno di squadra è il giapponese Ayumu Sasaki. Ottiene come miglior risultato due ottavi posti (Austria e Australia) e termina la stagione al 17º posto con 42 punti. Nel 2018 rimane nello stesso team, ottenendo come miglior risultato un quinto posto in Argentina e terminando la stagione al 21º posto con 46 punti. In questa stagione è costretto a saltare il Gran Premio della Comunità Valenciana per problemi fisici pregressi.
Nel 2019 corre nella categoria Moto2 del campionato spagnolo e nella categoria Supersport dell'Asia Road Racing Championship. Nello stesso anno corre nella classe Moto2 del motomondiale il Gran Premio di San Marino in sostituzione dell'infortunato Khairul Idham Pawi sulla Kalex del team SIC Racing, per poi prenderne definitivamente il posto per il resto della stagione, non correndo in Aragona a causa di un trauma alla spalla sinistra rimediato nelle prove libere del GP; non ottiene punti.
Nel 2020 e 2021 continua a correre nel campionato spagnolo. Nel 2021 inoltre corre nel motomondiale in Moto2 in Gran Bretagna in sostituzione di Jake Dixon sulla Kalex del team SIC Racing senza ottenere punti. Nel 2023 fa il suo esordio nel Campionato mondiale Supersportː è pilota titolare del team Petronas MIE Honda, il compagno di squadra è Tarran Mackenzie. Pur saltando la parte finale di stagione per infortunio, laddove viene sostituito dal fratello Muhammad, raccoglie venti punti classificandosi al venticinquesimo posto. Nel 2024, assieme al compagno di squadra Mackenzie, è promosso dal team in Superbike; alla guida della CBR1000RR-R. Una serie di infortuni ne compromettono la stagione risultando l'unico tra i piloti titolari a non prendere punti.

## Risultati in gara

### Motomondiale
| 2016 | Classe | Moto  |    |    |     |    |     |    |     |    |     |    |     |    |    |    |    |    |     |    |  | Punti | Pos. |
| ---- | ------ | ----- | -- | -- | --- | -- | --- | -- | --- | -- | --- | -- | --- | -- | -- | -- | -- | -- | --- | -- |  | ----- | ---- |
| 2016 | Moto3  | Honda | 20 | 11 | Rit | 16 | Rit | 22 | Rit | 19 | Rit | 23 | Rit | 23 | 23 | 23 | 12 | 11 | Rit | 27 |  | 14    | 28º  |

| 2017 | Classe | Moto  |    |    |    |     |    |    |    |     |    |   |   |    |     |    |     |   |    |    |  | Punti | Pos. |
| ---- | ------ | ----- | -- | -- | -- | --- | -- | -- | -- | --- | -- | - | - | -- | --- | -- | --- | - | -- | -- |  | ----- | ---- |
| 2017 | Moto3  | Honda | 10 | 17 | 19 | Rit | NP | 18 | 18 | Rit | 13 | 9 | 8 | 12 | Rit | 15 | Rit | 8 | 11 | 17 |  | 42    | 17º  |

| 2018 | Classe | Moto  |    |   |     |    |     |     |    |    |    |     |    |    |    |   |    |    |   |    |     | Punti | Pos. |
| ---- | ------ | ----- | -- | - | --- | -- | --- | --- | -- | -- | -- | --- | -- | -- | -- | - | -- | -- | - | -- | --- | ----- | ---- |
| 2018 | Moto3  | Honda | 11 | 5 | Rit | 16 | Rit | Rit | 13 | 21 | 11 | Rit | 17 | AN | 12 | 8 | 15 | 19 | 7 | 23 | Inf | 46    | 21º  |

| 2019 | Classe | Moto  |  |  |  |  |  |  |  |  |  |  |  |  |     |    |    |    |    |     |    | Punti | Pos. |
| ---- | ------ | ----- |  |  |  |  |  |  |  |  |  |  |  |  | --- | -- | -- | -- | -- | --- | -- | ----- | ---- |
| 2019 | Moto2  | Kalex |  |  |  |  |  |  |  |  |  |  |  |  | Rit | NP | 23 | 22 | 23 | Rit | 29 | 0     |      |

| 2021 | Classe | Moto  |  |  |  |  |  |  |  |  |  |  |  |     |  |  |  |  |  |  |  | Punti | Pos. |
| ---- | ------ | ----- |  |  |  |  |  |  |  |  |  |  |  | --- |  |  |  |  |  |  |  | ----- | ---- |
| 2021 | Moto2  | Kalex |  |  |  |  |  |  |  |  |  |  |  | Rit |  |  |  |  |  |  |  | 0     |      |

| Legenda | 1º posto        | 2º posto            | 3º posto            | A punti      | Senza punti        | Grassetto – Pole position Corsivo – Giro più veloce |
| Legenda | Gara non valida | Non qual./Non part. | Ritirato/Non class. | Squalificato | '-' Dato non disp. | Grassetto – Pole position Corsivo – Giro più veloce |

### Campionato mondiale Supersport
| 2023 | Moto  |    |    |    |    |    |    |     |    |    |     |     |    |     |    |    |   |    |    |     |     |     |     |     |     | Punti | Pos. |
| ---- | ----- | -- | -- | -- | -- | -- | -- | --- | -- | -- | --- | --- | -- | --- | -- | -- | - | -- | -- | --- | --- | --- | --- | --- | --- | ----- | ---- |
| 2023 | Honda | 12 | 15 | 15 | 13 | 22 | 22 | Rit | 22 | 21 | Rit | Rit | 26 | Rit | 16 | 21 | 5 | 19 | NP | Inf | Inf | Inf | Inf | Inf | Inf | 20    | 25º  |

| Legenda | 1º posto        | 2º posto            | 3º posto           | A punti      | Senza punti        | Grassetto – Pole position Corsivo – Giro più veloce |
| Legenda | Gara non valida | Non qual./Non part. | Ritirato/Non class | Squalificato | '-' Dato non disp. | Grassetto – Pole position Corsivo – Giro più veloce |

### Campionato mondiale Superbike
| 2024 | Moto  |    |    |    |    |     |    |    |     |    |    |    |     |    |    |     |     |     |     |     |    |    |     |     |     |     |     |     |     |     |     |     |     |     |     |     |     |  |  |  |  |  |  | Punti | Pos. |
| ---- | ----- | -- | -- | -- | -- | --- | -- | -- | --- | -- | -- | -- | --- | -- | -- | --- | --- | --- | --- | --- | -- | -- | --- | --- | --- | --- | --- | --- | --- | --- | --- | --- | --- | --- | --- | --- | --- |  |  |  |  |  |  | ----- | ---- |
| 2024 | Honda | 20 | 20 | 19 | 20 | Rit | 18 | 17 | Rit | 20 | 20 | 21 | Rit | 20 | 21 | Rit | Inf | Inf | Inf | Rit | NP | NP | Inf | Inf | Inf | Inf | Inf | Inf | Inf | Inf | Inf | Inf | Inf | Inf | Inf | Inf | Inf |  |  |  |  |  |  | 0     |      |

| Legenda | 1º posto        | 2º posto            | 3º posto           | A punti      | Senza punti        | Grassetto – Pole position Corsivo – Giro più veloce |
| Legenda | Gara non valida | Non qual./Non part. | Ritirato/Non class | Squalificato | '-' Dato non disp. | Grassetto – Pole position Corsivo – Giro più veloce |